# Little America, Wyoming
Little America är en ort (census-designated place) i Sweetwater County i södra delen av den amerikanska delstaten Wyoming. Orten ligger vid motorvägen Interstate 80 omkring 35 kilometer väster om Green River och hade en befolkning på 68 invånare vid 2010 års federala folkräkning.
Little America grundades som ett motell vid dåvarande U.S. Route 30 på 1950-talet av entreprenören Robert Holding. Detta blev det första motellet i det som senare blev hotellkedjan Little America Hotels. Namnet togs från den amerikanska forskningsbasen med samma namn i Antarktis och anspelade på motellets läge långt från närmaste bebyggelse.